# Rejon karaidielski
Rejon karaidielski (ros. Караидельский район) – jeden z 54 rejonów w Baszkirii. Stolicą regionu jest Karaidiel.
100% populacji stanowi ludność wiejska, ponieważ w regionie nie ma żadnego miasta.